# Perzijski zaljev
Perzijski zaljev ili Arapski zaljev (perz. خلیج فارس; Halīdž-e Fārs) morska je površina u Jugozapadnoj Aziji smještena između Iranske visoravni, Mezopotamije i Arapskog poluotoka. Najsjeverniji je ogranak Indijskog oceana i s otvorenim morem povezan je Hormuškim tjesnacom na krajnjem jugoistoku. U strogom hidrografskom smislu Perzijski zaljev nadovezuje se na Omanski zaljev, a usprkos uvriježenim nazivima obje se vodene površine na temelju veličine stručno klasificiraju kao mora. Perzijski zaljev ima površinu od 239.000 km² i oplakuje obale osam suverenih država: Irana, Iraka, Kuvajta, Saudijske Arabije, Bahreina, Katara, Ujedinjenih Arapskih Emirata i Omana.
U zaljev se na krajnjem sjeverozapadu ulijeva rijeka Šat al-Arab koja nastaje spajanjem Eufrata i Tigrisa, a ostali pritoci uglavnom su sezonskog tipa što zajedno s prevladavajućom vrućom pustinjskom klimom rezultira prosječnim salinitetom od čak 39,5 ‰, ekstremom karakterističnim još samo za Crveno more. Bazen Perzijskog zaljeva i Mezopotamija zajednički su se oblikovali od kasne krede do pleistocena prvenstveno zbog sudaranja euroazijske i arapske ploče, a južni se dio ove geološke cjeline pod morem našao prije 7 – 14,5 tisuća godina zbog transgresije. Prosječna dubina od 36 m odnosno maksimalna od 102 m čine Perzijski zaljev jednim od najplićih mora svijeta. Jedan od produkta geološke povijesti jest i masovna akumulacija ugljikovodika zbog čega Perzijski zaljev s okolicom predstavlja najbogatiju svjetsku regiju naftom i prirodnim plinom.
Perzijski zaljev ima dugu i turbulentnu povijest − na njegovim su obalama rođene neke od prvih ljudskih civilizacija, kroz stari i srednji vijek bio je važnom karikom u pomorskom lancu između Orijenta i Zapada, tijekom novog vijeka postao je poprištem sukoba Iranaca, Osmanlija i europskih kolonijalnih sila poput Portugala i Britanije, a suvremena povijest također mu je začinjena brojnim sukobima zbog geostrateške kontrole nad zalihama i izvozom fosilnih goriva. Perzijski zaljev imenovan je prema drevnoj regiji Perziji i pod takvim je nazivom diljem svijeta poznat duže od 2500 godina. Koncem 20. stoljeća neke članice Arapske lige zbog političkih razloga počele su lokalno koristiti nazive Arapski zaljev ili Zaljev što nije naišlo na veći odjek kod međunarodnih i hidrografskih institucija.
Obale Perzijskog zaljeva danas naseljava desetak milijuna ljudi, a najveći gradovi su Dubai, Doha, Abu Zabi i Damam. Do 1970-ih godina gospodarstva obalnih naselja bila su orijentirana na ribarstvo i vađenje bisera, no zahvaljujući otkrićima ležišta nafte preobrazili su se u važne međunarodne luke odnosno odredišta za elitni turizam. Golemi građevinski projekti usmjereni k novim gospodarskim granama ozbiljno ugrožavaju biljni i životinjski svijet koji se sastoji od oko 700 vrsta riba, ugroženih sisavaca poput dugonga, te široko rasprostranjenih šuma mangrova.

## Zemljopis
Perzijski zaljev je poluzatvoreno more kojeg omeđuju Arapski poluotok na jugozapadu, Mezopotamija na sjeverozapadu i Iranska visoravan na sjeveroistoku. Obala se također u političkom smislu dijeli na iransku i arapsku, a razdvojena je Šat al-Arabom (ili Arvand-Rudom): Iran je smješten na sjevernom, dok se Irak, Kuvajt, Saudijska Arabija, Bahrein, Katar, Ujedinjeni Arapski Emirati i Oman nalaze na južnom dijelu. Perzijski zaljev na istoku se preko 56 km širokog Hormuškog tjesnaca spaja s Omanskim zaljevom, a granicu između dviju vodenih površina Međunarodna hidrografska organizacija određuje točkama Ras-Lima (25°57'N) na južnoj (omanskoj) obali odnosno Ras-Kuhom (25°48'N) na sjevernoj (iranskoj) obali. Sukladno navedenim hidrografskim parametrima, Perzijski zaljev proteže se duljinom do 990 km u smjeru sjeverozapad-jugoistok odnosno širinom do 370 km. Najsjevernija točka smještena je pokraj iranske luke Bandar-e Homeini (30°25'N) i ujedno predstavlja najsjeverniju točku Indijskog oceana kao šireg pojma. Površina Perzijskog zaljeva iznosi oko 239.000 km² što je približno četiri puta veće od površine Hrvatske.
| Pješčana plaža kod Kafdžija(zapadna obala, KSA)  |  | Pješčana plaža kod Kafdžija(zapadna obala, KSA) |
| Pješčana plaža kod Kafdžija (zapadna obala, KSA) |  | Klifovi Hengama (istočna obala, Iran)           |

Uzdužna os Perzijskog zaljeva razdvaja dvije potpuno različite geomorfološke strukture koje tektonski uvelike ovise jedna o drugoj. Sjeveroistočna odnosno iranska obala tektonski je nestabilna za razliku od arapske na jugozapadu, oblikom je konkavna prema kopnenoj unutrašnjosti i dalmatinskog je tipa odnosno pruža se usporedno s linearnim reljefnim oblicima gorja Zagros. Manja odstupanja u ovoj litoralnoj strukturi postoje zbog riječnih delti Zohre, Hele, Manda i Mehrana, dok estuarija nema jer morske mijene nisu izražene. Prekambrijska arapska obala na jugozapadu tektonski je stabilna, relativno je usporedna s radijalnom iranskom obalom na suprotnoj strani i ima oblik slova L. Usprkos izuzetno niskim reljefnim oblicima i nepostojanju rijeka, arapska je obala izuzetno je asimetrična u užem smislu što implicra i visoki koeficijent razvedenosti. Ovo je osobito izraženo na tzv. Piratskoj obali današnjih Ujedinjenih Arapskih Emirata na koje otpada oko 1300 od 5500 km obalne linije. U južnom dijelu Perzijskog zaljeva raspoređena je i većina otoka među kojima su najveći:
| - Kešm (1491 km²) - Bubijan (863 km²) - Bahrein (572 km²) | - Abu al-Abjad (306 km²) - Kiš (91,5 km²) - Lavan (76 km²) | - Larak (49 km²) - Failaka (43 km²) - Hormuz (42 km²) |

Država Katar najveći je poluotok (11.500 km²) i proteže se oko 160 km prema sjeveru zatvarajući pritom Bahreinski zaljev odnosno njegov južni odvojak poznat kao Salvaški zaljev. Veći dio obale Perzijskog zaljeva pješčanog je sastava i blagog nagiba što je produkt djelovanja plime i oseke, a uključuje i sjevernu aluvijalnu obalu uz Mezopotamiju odnosno močvarna područja u Horanskom (Clarenceovom) kanalu između Kešma i kopna. Stjenovita obala s klifovima nastala je abrazijom strmijih antiklinala što je karakteristika na iranskoj strani, osobito između Kangana i Asaluje odnosno u okolici Gerze. Još kompleksnija stjenovita obala pojavljuje uz planinski lanac Hadžar na krajnjem istoku arapske obale gdje postoji niz manjih poluotoka i uskih zaljeva. Potonji se ponekad nazivaju i fjordovima što nije ispravno u geomorfološkom smislu s obzirom na to da nisu nastali djelovanjem ledenjaka već tektonikom.
- Kuvajtska obala i ušće
Šat al-Araba
- Katar, najveći poluotok
u zaljevu
- Bahrein, jedina otočna država
- Kešm (najveći otok) i Horanski kanal
- Poluotok Musandam na krajnjem jugoistoku

### Batimetrija
Prosječna dubina Perzijskog zaljeva iznosi 36 m, dok je najveća izmjerena dubina 102 m. Iako je površinom gotovo dvostruko veći od Jadranskog mora, zapremnina morske vode mu je približno četiri puta manja i iznosi 9100 km³. Pojas tzv. južne pličine zauzima trećinu zaljeva i proteže se od saudijskog Džubaila preko krajnjih sjevernih točaka Bahreina i Katara do omanskog Musandama širinom do 200 km, a maksimalna dubina mu je svega 20 m. Područja sličnih batimetrijskih karakteristika pojavljuju se i uz saudijsku obalu širinom od 50 km, zatim uz mezopotamsku obalu širinom do 100 km (sjeverno od poteza Kiran – Dejlam) zbog aluvijalnih nanosa velikih rijeka, te oko iranskog otoka Kešma. Pojas čija je dubina veća od prosječne (>36 m) proteže se sjeverno od središnje osi odnosno radijalno uz iransku obalu sve do Hormuškog tjesnaca, te sadržava tri kotline dublje od 70 m.
Izobate sjeverne kotline okvirno se protežu uz epikontinentalne granice Irana sa Saudijskom Arabijom i Bahreinom odnosno od otoka Farsi prema jugoistoku, a najveća izmjerena dubina iznosi 77 m. Izraženije tektonsko djelovanje primjetno je kod dublje i prostranije južne kotline koja se duljinom od približno 250 km pruža od Bani Forura prema sjeverozapadu. Dvadesetak kilometara zapadno od spomenutog otoka izmjereno je 102 m što je najveća kotlinska dubina u cijelom zaljevu. Treća kotlina smještena je na krajnjem istoku odnosno u Hormuškom tjesnacu gdje su također izmjerene dubine veće od 100 metara (maksimalno 110 m, no takve nisu kotlinskog karaktera već su dijelom kosine koja se spušta prema dubljem Omanskom zaljevu odnosno nalaze se podno same granice Perzijskog zaljeva proizvoljno određenoj prema Međunarodnoj hidrografskoj organizaciji (IHO).

### Hidrologija
Perzijski zaljev hlapi 2,0 m godišnje (po jedinici površine) što je daleko više od riječnog dotoka odnosno količine oborina. Najvažniji pritjecaj predstavlja Šat al-Arab na krajnjem sjeveru na čiji se slijev nadovezuju Eufrat, Tigris, Karun i Dez. Sredinom 20. stoljeća, ukupan istjek ovog slijeva procjenjivao se između 35 i 45 km³ odnosno između 0,15 i 0,19 m/god. raspoređeno prema ukupnoj površini zaljeva, no danas se takve vrijednosti smatraju precjenjenima s obzirom na to da su na navedenim rijekama izgrađene brojne goleme brane, osobito u Iranu i Turskoj. Osim površinskih voda, diljem istočne obale zaljeva postoji i oko 200 podvodnih krških izvora. Perzijskozaljevski slijev odvojak je indijskooceanskog i površina mu je približno 1,400.000 km². Razvodnica je određena turskim gorjem Taurus na sjeveru, pustinjama Sirije, Iraka i Saudijske Arabije na zapadu, te iranskim gorjem Zagros na istoku. Potonja razvodnica nije strogo orografski određena tj. ne prati planinske vrhove već je smještena istočnije i proteže se od Hamadana kroz suhe doline prema jugu. Ova hidrološka anomalija rezultat je geomorfološke strukture orogena koji preusmjerava otjecanje u smjeru suprotnom od njihovih površinskih korita i provodi ga do Perzijskog zaljeva.
Zbog izraženog hlapljenja, u Perzijskom zaljevu primjetna je obrnuta ljevkasta cirkulacija koja zahvaljujući geostrofijskim strujama provodi gusti gonji odljev uz obalu Emirata, odnosno priljevne vode Indijskog oceana uz iransku obalu. Prema određenim tezama, najgušća voda usmjerava donji odljev prema pličinama na jugu zaljeva. Nasuprot tome, postoje i teze da se gusta voda oblikuje u središtu zaljeva odnosno da su vodene mase južnih pličina zimi prevruće i nedovoljno guste za jači utjecaj na donji odljev. Spomenuti fenomeni još su 2000-ih godina bili nedovoljno istraženi zbog ograničenog broja znanstvenih mjerenja. Prema dostupnim podatcima, brzina protoka prema sjeverozapadu uz iransku obalu iznosi između 10 i 30 cm/s (mjereno na 52°E), dok je na saudijskoj oko 5 cm/s. Brzina protoka može drastično varirati ovisno o sezonskim šamalima, snažnim vjetrovima sa sjeverozapada.
Salinitet u Perzijskom zaljevu podložan je značajnim sezonskim varijacijama. Iz nepoznatih razloga, termohalinski dotok indijskooceanskih voda jača u kasno proljeće i ljeti, te protječe uz iransku obalu odnosno obrnuto od smjera kazaljke na satu. Ljetno protjecanje izaziva izrazito visok stupanj saliniteta od 39,5 ‰ sve do dubine od 40 m, dok vrijednosti mogu varirati ±2 ‰ na udaljenosti od 50 − 100 km. Najviši salinitet zabilježen je u južnim pličinama uz UAE odnosno u Bahreinskom zaljevu gdje se vrijednosti penju i iznad 45 ‰, a u izoliranim lagunama Katarskog poluotoka izmjereno je čak 70 ‰.:pogl. 2.4. Cirkulacija indijskooceanskih voda nije karakteristična za cijeli Perzijski zaljev već se ljeti proteže do 52°E odnosno katarske obale, dok se zimi barijera pomiče oko 200 km prema istoku (55°30'E). Kao rezultat toga, površinske vode Perzijskog zaljeva slanije su zimi nego ljeti što je fenomen koji je dugi niz desetljeća predstavljao zagonetku za oceanografe. Početkom 20. stoljeća tvrdilo se da je riječ o ishodu razlika u količini riječnog istjeka, potom se pripisivao sezonskim promjenama u stupnju hlapljenja, a zatim i utjecaju zimskih vjetrova. Prema najnovijim hidrološkim istraživanjima, gušći odljev je stabilan i nije u korelaciji s varijacijama dotoka indijskooceanskih voda već hlapljenjem i morskim mijenama.
Procjenjeno vrijeme izmjene cjelokupne vode Perzijskog zaljeva iznosi manje od dvije godine što je vrlo kratko razdoblje s obzirom na to da npr. Jadranskom treba 3 − 4 odnosno Crnom moru 500 godina. Brzina dotoka vodoravno se kreće između 0,35 i 0,45 m/s odnosno okomito do 0,04 m/s. Razlike među morskim mjenama kreću se od 0,8 − 1,25 m duž većeg dijela obale, a najizraženije su uz mezopotamsku obalu i u Horanskom kanalu gdje se kreću i iznad 2,0 m. Mjerenja kod luke Asaluje uz Najbandski zaljev tijekom jeseni 2011. godine pokazala su rekordne amplitudne oscilacije morskih mijena od čak 3,0 m. U Perzijskom zaljevu postoje tri amfidromijske točke: donja se nalazi približno 50 km sjeveroistočno od katarskog otoka Halul, središnja iznad Bahreina, a gornja oko 100 km od najjužnije točke kuvajtske obale. Prosječna izmjerena temperatura na površini zaljeva je 20 °C zimi (2 °C niža nego u Hormuškom tjesnacu), 25 °C tijekom proljeća, zatim iznad 32 °C tijekom ljeta, te 27 °C tijekom jeseni.

### Klima
Područjem Perzijskog zaljeva prema uvriježenoj Köppenovoj klasifikaciji u potpunosti prevladava vruća pustinjska klima (BSh). Najvažniji čimbenik koji utječe na klimu svakako je zemljopisni položaj odnosno „dodirivanje” Rakove obratnice na jugu zbog čega su ljetne temperature izuzetno visoke. U gradovima na jugu poput Abu Zabija i Dubaija prosječne temperature ljeti dosežu vrijednosti iznad 45 °C, dok se na krajnjem sjeveru zaljeva (npr. Abadan) tijekom zimskih mjeseci prosječno spuštaju ispod 12 °C odnosno povremeno čak i ispod nule. Diljem Perzijskog zaljeva javlja se fenomen morske magle zbog čega je izražena visoka relativna vlažnost zraka. Oborine su rijetkost i pojavljuju se uglavnom na sjeveroistoku kroz kratkotrajne pljuskove između studenog i travnja, dok na jugozapadu prosječna količina padalina ne prelazi 100 mm.
Ljeti se nad Perzijskim zaljevom pojavljuju neke od najsnažnijih ciklona na Zemlji (994 hPa) i imaju presudan utjecaj na vrijeme. Ove ciklone rezultiraju šamalima (dosl. sjeverni vjetar) koju pušu sa sjeverozapada odnosno iz pravca Mezopotamije prosječnom jačinom od 20 čvorova (oko 10 m/s), iako ponekad dosegnu i olujnu jačinu. Također, prisutni su i vjetrovi iz pravca Arabije koji pušu preko Perzijskog zaljeva i protuteža su šamalima. Nastaju u pustinjama kao vruć i suh zapadni vjetar natovaren prašinom i pijeskom, no prelaskom preko mora se vlaže pa stvaraju izrazito neugodan osjet na istočnoj obali.

## Geologija
Područje Perzijskog zaljeva još je tijekom paleozoika bilo izloženo drevnom oceanu Paleotetis, odnosno tijekom mezozoika Neotetisu. Veći dijelovi Perzijskog zaljeva, Arapskog poluotoka, jugozapadnog Irana i istočne Mezopotamije tijekom mezozoika zajedno su tvorili Arapsku ploču. Glavni čimbenici koji su uvjetovali sužavanje ove platforme odnosno oblikovanje današnje geološko-geomorfološke strukture Perzijskog zaljeva uključuju deformaciju poluotoka Musandam zbog subdukcije od istoka prema jugozapadu tijekom kasne krede i srednjeg tercijara, zatim sudaranje euroazijske i arapske litosferne ploče tijekom oligocena ili ranog miocena, te konsolidaciju gorja Zagros zbog gravitacijskog klizanja tijekom neogena i pleistocena. Sporedni čimbenici pak uključuju izdizanje Arapskog poluotoka prema Crvenom moru tijekom tercijara, tektonska pomicanja prekambrijskih naslaga soli oko Hormuza, izdizanje površinske platforme zbog tektonske nestabilnosti sedimenata i soli, te propadanje iste 400 − 600 m tijekom krede. Seizmičke aktivnosti danas su ograničene u planinskim predjelima Hadžara i Zagrosa koji zemljopisno omeđuju Perzijski zaljev s istočne strane. U užem geomorfološkom smislu, Perzijski zaljev predstavlja depresiju koja se ispod razine mora našla prije 7 − 14,5 tisuća godina zbog transgresije.
Perzijski zaljev i Mezopotamijom kao geološka cjelina predstavljaju područje najvećih ležišta ugljikovodika u svijetu. Ovisno o procjenama iz sredine 2000-ih godina, regija sadrži između 55 – 68 % ukupnih svjetskih zaliha nafte odnosno 40 % zaliha prirodnog plina. Kolosalne zalihe navedenih fosilnih goriva rezultat su akumulacije debelih slojeva sedimenata (debljine 12 – 13 km), osobito karbonata i evaporita odnosno vapnenca i lapora bogatih silikatima.

## Biologija i ekologija

### Flora
| >Šume mangrova:Emiratski otok Bu Tinah (lijevo) i iranski otok Kešm (desno)  |  | >Šume mangrova:Emiratski otok Bu Tinah (lijevo) i iranski otok Kešm (desno) |
| >Šume mangrova: Emiratski otok Bu Tinah (lijevo) i iranski otok Kešm (desno) |  |                                                                             |

Flora i fauna u Perzijskom zaljevu su raznolike i jedinstvene zbog zemljopisnih karakteristika, prevladavajućih pličina i relativne izolacije od otvorenog mora, te utjecaja različitih ekozona. Zaljev je stanište stotina međusobno ovisnih vrsta biljaka i životinja među kojima ima i na desetke endema, a neke od njih zbog raznih su čimbenika izloženi su ozbiljnoj opasnosti od izumiranja. U biogeografskom kontekstu, Perzijski zaljev većim dijelom pripada afrotropskoj odnosno manjim dijelom paleoarktičkoj zoni, dok je primjetan utjecaj i susjedne indomalajske zone s istoka. Prevladavajuće biljno kraljevstvo zaljeva jest paleotropis kojeg obronci Zagrosa odvajaju od holarktika na sjeveru. Ova raznolika geobotanička struktura ishod je geološkog razvoja koji započinje s orogenima stvoreni tijekom miocena. Oni su rezultirali temeljnom promjenom u diobi mora i kopna odnosno drastičnim ekološkim razlikama u regiji što je utjecalo na evoluciju vrsta. Afrotropski elementi migrirali su na područje Perzijskog zaljeva preko kopnenih mostova između današnje Afrike i Azije, a indomalajski elementi zbog klimatskih su se razloga počeli povlačiti nauštrb paleoarktičkih. Sažimanje voda Tetisa dovelo je do stvaranje velikog bazena sastavljenog od Mezopotamije i Perzijskog zaljeva koji je nadalje bio zaprekom širenju holarktičkih elemenata prema paleotropisu na jugu.
Bočate obalne močvare najbogatija su biogeografska područja i azonalno se pojavljuju na krajnjem aluvijalnom sjeveru Perzijskog zaljeva, između kopna i otoka Kešm, te na riječnim ušćima. Močvarno područje oko Šat al-Araba odnosno ušća Eufrata i Tigrisa u južnoj Mezopotamiji prostire se na približno 20.000 km² i predstavlja jedno od najvećih takve vrste u svijetu. Šume mangrova koje zahvaćaju plime i oseke karakterističan su primjer simbioze diljem obale Perzijskog zaljeva i stanište su brojnim rakovima, manjim ribama i kukcima koji su pak hrana raznim vrstama morskih ptica. Najstariji povijesni tekst koji spominje mangrove su zabilješke Aleksandrovog admirala Nearha koji je prilikom pomorskih istraživanja od Suze do Indije u 4. stoljeću pr. Kr. plovio upravo Perzijskim zaljevom. Mangrovi većinom pripadaju rodu Avicennia, u izoliranim područjima pojavljuje se Rhizophora, a na većim visinama i Halocnemum strobilaceum. Neposredno uz ovaj pojas pojavluju se i druge biljne vrste otporne na sol kao što su Chenopodiaceae, Zygophyllum, Frankenia, Spergularia i Atriplex. Uz kopnena područja duž Perzijskog zaljeva prevladava polupustinjsko nisko raslinje uključujući afričke tropske kserofite (npr. Tamarix) među koje se zbog niskih fizionomskih karakteristika ubrajaju i rodovi Acer odnosno Pistacia. Područja također obiluju i invazivnim vrstama polupustinjskih grmova iz nubijsko-sindske regije kao što su Acacia nubica, Acacia sejal, Euphorbia larica, Periploca aphylla, Stocksia brahuica, Salvadora persica, te grmoviti Ziziphus. Zbog kratkotrajnih obilnih kiša tijekom kasne zime i proljeća, grmovita područja poprimaju kontrastnu zelenu boju. Pojas kserofitskih grmova prema nižim visinama susjednog Zagrosa i Mezopotamiji omeđen je ili se prožima sa šumama hrasta (npr. Quercus brantii).

### Fauna
| Dugong s mladunčem |  | Dugong s mladunčem |
| Dugong s mladunčem |  | Dupini             |

Fauna Perzijskog zaljeva vrlo je srodna onoj u Mezopotamiji odnosno sjevernoj Arabiji, a najutjecajnija prirodna granica između različitih taksona je rijeka Tigris. Fauna zemljopisno nije jednoliko raspoređena i neke se vrste pojavljuju isključivo u vrlo vlažnim obalnim područjima, no čitavo se područje zajedno s nedovoljno istraženim otocima može svrstati u saharo-sindsku (ili saharo-arapsku) regiju. Lokalni kontrasti odnosno prožimanje ekozona osobito je primjetno kod leptira; dok s omanske strane 30 % vrsta pripada afrotropiku odnosno 15 % paleoarktiku, na susjednoj iranskoj strani pojavljuju se četiri orijentalne, devet eremijskih (pustinjskih), te sedam paleotropskih vrsta.
Najveći sisavci u Perzijskom zaljevu su kitovi, dupini, pliskavice i sirene. Vrste kitova koje redovito obitavaju zaljevom uključuju ulješure, grbavog, Brydeovog i perajastog kita, dok u njegove istočnije krajeve koji su više izloženi Indijskom oceanu ponekad zalazi i plavetni kit, najveća živuća životinja na Zemlji. Ostale prisutne vrste iz reda Cetacea su orke, zatim crni, tamnoleđi, Rissov, dugokljuni tropski, šiljatoglavi bjeloprsi, dugokljuni obični, prugasti i indopacifički grbavi dupin, te bezperajasta pliskavica. Niti jedna od navedenih vrsta nije endem već su rasprostranjene diljem svjetskih mora ili pak Indijskog oceana. Jedna od jedinstvenih vrsta morskih sisavaca u zaljevu je dugong iz reda sirena. Broj jedinki dugonga procjenjuje na oko 7300 što Perzijski zaljev čini drugim najvećim staništem nakon obala Australije. Rasprostranjeni su isključivo uz jugozapadnu obalu odnosno u pličinama Bahreinskog zaljeva odnosno uvalama Emirata i hrane se morskim travama. O dugoj prisutnosti ovih životinja svjedoče najstarije ikad pronađene kosti dugonga na otoku Akab koje se datiraju u kasno 5. tisućljeće pr. Kr. Reptili Perzijskog zaljeva uključuju izuzetno opasne morske zmije, te vrste morskih kornjača kao što su Caretta caretta, Chelonia mydas, Eretmochelys imbricata, Lepidochelys olivacea i Dermochelys coriacea. U močvarama na mezopotamskoj obali odnosno ušćima istočnih rijeka također je prisutna i mekooklopna kornjača Rafetus euphraticus.
Perzijski zaljev stanište je stotinama vrsta riba: prema stručnim procjenama iz 1940-ih bilo ih je 336 raspoređenih u 107 porodica, dok podatci iz 2000-ih govore o više od 700 vrsta. Okvirno se mogu podijeliti na zrakoperke (>63 porodice) i hrskavičnjače (>7 porodica), a endemske vrste uključuju Diplodus noct, Doryrhamphus excisus abbreviatus i Rhabdosargus haffara. Najznačajnije vrste za komercijalni ribolov su srdela, grboglavka, španjolska skuša, tuna i plosnatice, a njihov izlov pa tako i broj bitno ovisi o lokalnim šijitskim ili sunitskim svjetonazorima prema kojima jedne spadaju u halal odnosno druge u haram. Hrskavičnjače su najveće ribe u Perzijskom zaljevu i broje 28 vrsta: četiri ražopsa, po dvije drhtulje i pilašice, te 20 plavetnih pasa. Goleme ali bezopasne kitopsine redovita su pojava u istočnom dijelu zaljeva, a najopasniji među morskim psima je Carcharhinus leucas (tzv. pas bik). Osim što napada ribare i sakupljače bisera na moru, redovito ulazi u sjeverne rijeke poput Karuna ili Tigrisa te bez provociranja napada plivače, djecu i perače odjeće. Deseci napada i smrtni slučajevi zabilježeni su duž 420 km Karunovog toka s iranske strane, a s iračke čak do Bagdada. Među ostalim ribljim vrstama opasnim za ljude je i egzotična Heteropneustes fossilis iz reda somovki koja se pojavljuje u bočatim močvarama Huzestana.
Oko 80 % ribljih vrsta usko je vezano uz koralje koji su rasprostranjeni u svim dijelovima Perzijskog zaljeva.:pogl. 2.5.1. Uz emiratsku obalu nalazi se 34 vrsta koralja, uz saudijsku 50, a najviše uz iransku.:pogl. 2.5.1. Među vrstama nema endema već su sve usko povezane s onima u Indijskom oceanu.:pogl. 2.5.1. Vrste meduza uključuju Aequorea aequorea, Aequorea rnacrodactyla i Aequorea pensilis iz reda Leptomedusae, zatim Olindias singularís iz reda Limnomedusae, te Tamoya gargantua, Pelagia noctiluca, Sanderia malayensis, Crambionella orsini i Catostylus perezi. Potonja je najveća među nabrojanima i prosječni promjer joj je 160 mm.
Na području Perzijskog zaljeva također je rasprostranjen i velik broj vrsta ptica, stanarica i selica. Prevladavajuće vrste pripadaju indomalajskoj ekozoni, dok ostatak pripada afrotropskoj odnosno paleoarktičkoj. Tijekom proljetnih i jesenskih sezona migracija, u močvarama Perzijskog zaljeva zaustavlja se veliki broj rodarica i drugih selica kao što su sive čaplje, bijele čaplje, ružičasti plamenci, dalmatinski pelikani, vranci, mlakuše, čigre, itd. Neke od navedenih vrsta u zaljevu se pojavljuju isključivo zimi. Ptice se gnijezde na raznim mjestima: u močvarama, šumama mangrova, pješčanim plažama, stjenovitim obalama i na klifovima. Brojni manji pusti otoci pružaju idealno utočište za kolonije morskih ptica među kojima su prevladavaju čigre S. bergii, S. bengalensis, S. repressa, S. anaethetus i S. saundersi, tropičarke P. aethereus, endemski vranci P. nigrogularis, te zovoji P. lherminieri persicus.
- Čaplja
(E. gularis)
- Bulbuli
(P. leucotis)
- Zlatovrana
(C. benghalensis)
- Golub
(S. senegalensis)
- Endemski perzijski vranac
(P. nigrogularis)

### Zaštićena područja
Zbog relativno visoke bioraznolikosti, u Perzijskom zaljevu odnosno njegovim obalnim područjima postoji dvadesetak većih zaštićenih područja. U iranskom Huzestanu, Bušeherskoj pokrajini i Hormuzganu nalaze se 22 zaštićenih područja od čega je polovica priobalnog karaktera. Nacionalni park Hara-je Horan između Kešma i iranskog kopna odnosno u Horanskom kanalu najveće je zaštićeno područje i obuhvaća približno 400 km² šuma mangrova ispresjecanih brojnim plimnim kanalima, a zajedno sa susjednim močvarama prostire se na oko 860 km². Od 1976. godine Hara-je Horan nalazi se na UNESCO-ovom popisu rezervata biosfere. Duž iranske obale postoji još pet zaštićenih područja šuma mangrova (uglavnom uz riječna ušća): Hara-je Rud-e Gaz, Hara-je Tiab-Minab, Najband, Nahilu-Dajer, Mand i Hele. Na krajnjem sjeveru Perzijskog zaljeva nalazi se i močvarno utočište za divljač Šadegan. Ekološka svjesnost i potreba za zaštitom ovih područja godine 1971. rezultirala je međunarodnom Ramsarskom konvencijom o zaštiti močvara. Manje zaštićene zone s iranske strane uključuju otoke Forur, Šidvar i Harku koji su usputna stanica brojnim pticama selicama.
Na arapskoj strani obale najznačajnije zaštićeno područje jest Musalamijski zaljev u Saudijskoj Arabiji kojeg karakterizira izuzetna bioraznolikost. Osim šuma mangrova, ono uključuje i močvare, koraljne grebene, klifove, pješčane dine, itd. Musalamijski zaljev zaštićen je 1998. godine inicijativom europskih znanstvenika i s 127 stručnih publikacija predstavlja najbolje obrađenu ekozonu Perzijskog zaljeva. Druga velika zaštićena područja su Salvaški zaljev između Saudijske Arabije i Katara odnosno Maravah u emiratu Abu Zabiju, dok se diljem UAE nalazi još desetak manjih zaštićenih morskih zona i to uglavnom na otocima (npr. Bu Tinah). Slične manje zone postoje i u Kataru, a jedinstvene primjere predstavljaju gradska zaštićena područja poput Ras Sanada na Bahreinu i Ras al-Kora u Dubaiju. Potonji predstavlja veliko prirodno stanište ružičastog plamenca, a u njegovoj neposrednoj blizini nalaze se golema industrijska zona i poslovne novogradnje. Na krajnjem istoku arapske obale odnosno omanskom Musandamu nalazi se prirodni rezervat Džabal Letub koji je pretežito planinskog karaktera, ali zonom obuhvaća i dijelove priobalja.

### Zagađenja
Perzijskom zaljevu prijeti velika opasnost od zagađenja zbog jedinstvenih energetskih, prometnih i geopolitičkih uvjeta. S obzirom na to da se radi o području s najbogatijim zalihama fosilnih goriva na svijetu i da su najveći potrošači udaljeni tisućama kilometara, prijevoz nafte odvija se prvenstveno pomorskim putem i 30 % svih tankera redovito prometuje zaljevom. Rutinska crpljenja, prijevoz i manji incidenti godišnje rezultiraju izlijevanjem 1,2 milijuna barela nafte u more. Dodatne povezane probleme stvara i nestabilna geopolitička situacija zbog koje su od 1980. godine vođena tri velika rata. Tijekom iransko-iračkog rata (1980. – 1988.) obje su strane gađale suparničke tankere u cilju izazivanja gospodarske štete, dok je američka vojska također napadala i iranske naftne platforme. Jedna od posljedica ovog rata su i veća kemijska zagađenja u priobalnom Huzestanu. Najveća ekološka katastrofa dogodila se 1991. godine prilikom iračkog povlačenja iz Kuvajta nakon poraza u Zaljevskom ratu: brojne naftne bušotine na kopnu su zapaljene što je izazvalo veliko zagađenje zraka, dok je u more ispušteno između 240.000 i 480.000 m³ sirove nafte. Potencijalnu opasnost od ranih 2010-ih godina predstavljaju i američki ratni brodovi na nuklearni pogon odnosno iranska nuklearna elektrana u obalnom Bušeheru koji se spominju kao glavne mete u mogućem oružanom sukobu Irana i SAD-a. Iranske močvare na sjeveru Perzijskog zaljeva ugrožene su industrijskim zagađenjima, a hidrološku neravnotežu u ovim krajevima pospješuje i izgradnja golemih brana u Iranu i Turskoj. Neki od jedinstvenih primjera zagađenja posljedica su kolosalnih građevinskih projekata u Dubaiju i Kataru: izgradnja najvećih umjetnih otoka svijeta bitno je narušila podvodna staništa i broj pridnenih riba sveden je na 5 % u odnosu na 1978. godinu. Projekti također uništavaju i morsku travu čime se sužava stanište dugonga. S druge strane, pozitivna posljedica izgradnje umjetnih otoka jest širenje staništa za određene vrste koralja.

## Povijest

### Prapovijest
| (engl.) Zemljovidi južne Mezopotamije s prikazanim civilizacijskim žarištima i promjenama obale: stanje iz 5000. pr. Kr. (lijevo) i 4000. pr. Kr. (desno) |  | (engl.) Zemljovidi južne Mezopotamije s prikazanim civilizacijskim žarištima i promjenama obale: stanje iz 5000. pr. Kr. (lijevo) i 4000. pr. Kr. (desno) |
| (engl.) Zemljovidi južne Mezopotamije s prikazanim civilizacijskim žarištima i promjenama obale: stanje iz 5000. pr. Kr. (lijevo) i 4000. pr. Kr. (desno) |  | |

Arheološka nalazišta uz obale Arapskog poluotoka, Mezopotamije i Iranske visoravni svjedoče o dugoj prisutnosti ljudi na području Perzijskog zaljeva. Na arapskoj obali pronađeni su deseci lokaliteta koje karakteriziraju fino izrađene strelice zbog čega se skupno nazivaju Arabijskom dvostranom kulturom. Na temelju pronađenih ostataka domesticiranih ovaca i koza kultura se definitivno razlikuje od epipaleolitičkih lovaca-sakupljača i klasificira se neolitičkom, iako nisu pronađeni dokazi o domesticiranu biljaka. Najstariji primjeri ove kulture nađeni su uz otoke kod Abu Zabija i datiraju se između 5800. i 5300. pr. Kr., a pretpostavlja se da je stočarstvo usvojeno posredstvom pretkeramičkih neolitičkih kultura s krajnjeg zapada Plodnog polumjeseca odnosno južnog Levanta. Osim uzgoja ovaca i koza, za prehranu stanovništva na ovim područjima od izuzetne važnosti bile su i školjke, ribe, te dugonzi.
Na iranskoj strani obale neolitička nalazišta nisu pronađena, a prapovijesni lokaliteti poput Halile (15-ak km jugoistočno od Bušehera) datiraju se između 5500. i 5000. pr. Kr. i povezuju se s eneolitičkom Ubaidskom kulturom u Mezopotamiji:str. 2. i 6.. Ubaidski lokaliteti kao što su Eridu, Ur, Larsa, Girsu i Nina-Sirara danas su od Perzijskog zaljeva udaljeni 200 - 250 km, no tijekom prapovijesti nalazili su se na samoj obali o čemu svjedoče kasniji sumerski klinopisi kao i suvremene arheološke i geološke studije. Naime, prilikom punjenja perzijskozaljevskog bazena razina mora dosegnula je današnju oko 5000. pr. Kr., potom je oko 4000. pr. Kr. dodatno porasla na +2,0 m, te se konačno počela spuštati za 0,4 m svakih tisuću godina. Vrhunac holocenske transgresije koincidira s ubaidskim razdobljem i odigrao je drastičnu ulogu na oscilacije obalnih linija s obzirom na to da se navedeni lokaliteti nalaze na vrlo niskoj nadmorskoj visini (od +3,0 do +5,0 m). Fenomen je prema mišljenjima stručnjaka imao dalekosežne kulturne posljedice: podizanje mora odnosno katastrofalna potapanja velikih područja ostala su duboko utkana u sjećanjima drevnih mezopotamskih naroda i izravno su utjecali na kasniju sumersku književnost i mitologiju (božanstva Enki i Oannes). Ep o Gilgamešu, najstarije sačuvano književno djelo koje opisuje opći potop, utjecalo je i na biblijsku priču o Noi. Činjenica da je prije 8000. pr. Kr. većina dna današnjeg Perzijskog zaljeva bilo suho odnosno plodno aluvijalno i močvarno područje natopljeno rukavcima Eufrata i Tigrisa predstavlja enigmu za antropologe i arheologe koji istražuju ljudske migracije odnosno podrijetlo prvih civilizacija.

### Stari vijek
Pisana povijest započinje upravo na sjevernim obalama Perzijskog zaljeva gdje se koncem 4. tisućljeća pr. Kr. u Sumeru i Elamu javljaju prva poznata pisma (uz Egipat). Brojni klinopisi navode pomorsku trgovinu između sumerskih gradova smještenih na porječju Eufrata i Tigrisa s elamskim gradovima na porječju Karuna i Karhea, a činjenica da je današnji Šat al-Arab tada bio pod morem podrazumijeva i plovidbu Perzijskim zaljevom. Sumerani su bili prvi pomorci u zaljevu:str 1., no zbog nedostatka arheoloških artefakata danas nije moguće detaljno rekonstruirati izgled sumerskih i elamskih brodova. Ipak, zahvaljujući klinopisima danas je poznato da je Perzijski zaljev nazivan Južnim morem, a poznata su imena nekih drevnih pomorskih regija poput Dilmuna (istočna Arabija s Bahreinom) i Magana (omanski Musandam) koje su bile važne stanice za trgovinu bakrom i srebrom. Najudaljenije luke s kojoma se trgovalo u ranom starom vijeku bile su smještene u Meluhi, regiji koju se poistovjećuje s civilizacijom Doline Inda odnosno Harappom. Osim plemenitih metala, arheološka istraživanja pokazuju da je u zaljevu bila razvijena trgovina ribom, školjkama i bitumenom. Etnička slika na obalama Perzijskog zaljeva bitno će se promijeniti kroz 2. tisućljeća pr. Kr. kada sjeverozapad naseljavaju semitski odnosno istok iranski narodi uključujući Perzijance po kojima je vodena površina dobila današnje ime.

Kralj Darije kaže: „Ja sam Perzijanac, vladar Perzije koji ovladaše Egiptom.
Zapovjedih kopanje ovog kanala od rijeke zvane Nil u Egiptu do Perzijskog mora.
Nakon što iskopaše kanal kako naredih, brodovi ploviše njime od Egipta do Perzije kako i zamislih.”

Od sredine 6. stoljeća pr. Kr. čitavim Perzijskim zaljevom i njegovim obalama vladat će iranske dinastije Ahemenida, Arsakida i Sasanida. Za razliku od starih Grka koji su zamišljali da poznati svijet okružuje zajednički ocean:str 2., Iranci su istovremeno vjerovali da postoje dvije odvojene vodene mase − istočno more koje je uključivalo Perzijski zaljev i Crveno more, odnosno zapadno more tj. Sredozemlje:str 2.. Istočni pomorski putevi bili su dobro poznati Irancima o čemu svjedoči Herodotov zapis u kojem Darije I. Veliki (vl. 522. – 486. pr. Kr.) zapošljava karijskog moreplovca Skilaka zbog istraživanja mora od Perzijskog zaljeva do Inda:str 4.. Nakon što su pomorski putevi bili pomno istraženi, Darije se otisnuo brodovljem iz Perzijskog zaljeva i pokorio zapadnu Indiju. Većina ahemenidskog brodovlja izgrađena je u Feniciji, dok su među mornarima osim Feničana također služili i Egipćani, Ciprani i Grci. Brodovi iz ovog razdoblja bili su do 40 m duljine, prevozili su do 300 ljudi, a mornarički stožer bio im je smješten u Huzestanu. Na otoku Hargu u Perzijskom zaljevu pronađeni su epigrafski perzijski klinopisi koji govore o ugodnom životu uz korištenje bunara. O važnosti pomorskog prometa svjedoči stela iz Sueza koja ovjerava Darijevu gradnju prvog Sueskog kanala odnosno plovidbu od Nila do Perzije, a značajna je i kao najstariji pisani dokument koji Perzijski zaljev spominje današnjim nazivom:str. 1-2 − vodena površina imenovana je „Perzijskim morem” ili „Morem koje počinje u Perziji” (stperz. Draja tja hacâ Pârsâ). Ovaj su hidronim kasnije preuzeli i Grci:str 1. i Rimljani pa se proširio i među svim jezicima Zapadnog svijeta. Navedeni podatci također upućuju i da je u starovjekovnom Iranu postojala znanstvena zemljopisna perspektiva u globalnim okvirima:str 4.. Iranski koncept dvaju svjetskih mora kasnije je preuzet u Kuranu (Ar Rahman 19.-22.), a islamski geografi i kartografi koristili su ga sve do 14. stoljeća:str 2.. Neposredno nakon pada ahemenidskog Perzijskog Carstva, pomorskim putevima koje je 300 godine ranije istražio Skilak prolazio je i Aleksandrov admiral Nearh predvodeći pritom makedonsku vojsku od Inda preko Arapskog mora i Perzijskog zaljeva do Suze na rijeci Karun. Iako Nearhova knjiga Indika nije začuvana, brojne njegove zabilješke danas su poznate zahvaljujući djelima Strabona, Arijana Nikomedijskog i Diodora Sicilskog, a uključuju detaljne opise rijeka, životinja, biljaka ljudi i njihovih običaja uz obale Karmanije i Perzije. Iz kasnijeg seleukidskog i partskog razdoblja o Perzijskog zaljevu postoji mali broj podataka, a jedno od njih je knjiga „Putovanje Eritrejskim morem” nepoznatog autora koja u XXVII. i XXXVI. odlomku spominje perzijsku luku Ommanu bogatu zlatom, datuljama, vinom, odjećom, grimizom i biserima. Međutim, suvremeni povjesničari nisu usuglašeni radi li se o luci na iranskoj ili arapskoj strani obale. Ostale neidentificirane luke su Gerha koju spominje Strabon, te Karaks-Spasinu koju Plinije Stariji smješta na sjever Perzijskog zaljeva.
Transazijske prometne rute bitno su dobile na značaju na prijelazu iz 3. u 4. stoljeće prilikom stabilizacije dvaju velikih carstava – Sasanidskog Perzijskog na istoku odnosno Rimskog Carstva na zapadu:str. 4. i 15.-16.. Zbog njihovih političkih tenzija odnosno povremenih sukoba trgovci su nerijetko preferirali pomorske prometne rute nauštrb kontinentalnih, a dva važna odvojka bili su Crveno more i Perzijski zaljev odakle se roba otpremala na zapad preko Mezopotamije:str 4. 15-16. U 4. stoljeću Amijan Marcelin opisuje Perzijski zaljev kao more prepuno brodovima odnosno njegove obale ispunjene gradovima i selima:str. 9., a Mojsije Horenski piše o izuzetnoj kvaliteti zaljevskih bisera koji su vrlo cijenjeni na sasanidskom dvoru. S obzirom na to da ograničen broj primarnih izvora spominje sasanidsku mornaricu, pretpostavlja se da su iranske luke bile uglavnom trgovačkog karaktera:str 6.. Rev-Ardašir (suvremeni Rišaher) bio je glavna sasanidska luka iz koje je roba opskrbljivala Firuzabad, Bišapur i Istahr:str 33.. Drugi važni lučki grad bio je Siraf koji je gravitirao prema Širazu i Firuzabadu, a njegovo osnivanje datira se u vrijeme vladavine Šapura II.:str 6. Sasanidi su imali kolonije na Šri Lanki i u Maleziji, no one nisu bile vojnog već trgovačkog tipa:str 8.. Prisutnost kineskih pomorskih trgovaca u Perzijskom zaljevu ovjerena je još u 4. stoljeću, dok su također na obali južne Kine pronađeni sasanidski srebrenjaci što svjedoči o aktivnoj iransko-kineskoj pomorskoj trgovini:str 13.. Sasanidske umjetnine poput stakla pronađene su i u Koreji i Japanu, ali danas nije moguće sa sigurnošću utvrditi jesu li tamo stizale izravnim pomorskim putem iz Perzijskog zaljeva ili pak kopnenim karavanama. Glavni sasanidski izvozni proizvodi bili su platno, vuna, pamuk, parfemi i osobito sagovi:str 3., a iz Indije i Kine prvenstveno je uvožena svila. Rimsko-perzijski ratovi i visoki sasanidski porezi na svilu nagnali su Rimljane da potraže nove pomorske rute preko Crvenog i Arapskog mora, što je pak za posljedicu imalo jačanje prometa u zapadnoj Arabiji odnosno naglo bogaćenje gradova poput Meke:str 5.. Iz arapskih izvora saznajemo da su u kasnom sasanidskom razdoblju odnosno starom vijeku većinu stanovništva na obali zaljeva činili Perzijanci, dok su Arapi živjeli u okolnim pustinjama:str 9.

### Srednji vijek
Srednji vijek na području Perzijskog zaljeva započinje s arapskim pohodima i širenjem islama od sredine 7. stoljeća. Osvajanje zaljevskih luka bilo je od vitalnog značaja zbog prometnih i gospodarskih veza s bogatim orijentalnim državama tog vremena:str 8.. Neki od lučko-prometnih čvorišta u ranom srednjem vijeku bili su otok Hormuz odakle se roba otpremala na sjever prema Džulfaru i Sirdžanu, zatim Bandar-e Lenge koji je gravitirao Darabu u Farsu, te otok Harg koji je imao stratešku važnost još u ahemenidskom i sasanidskom razdoblju:str 8.. Siraf, mali lučki grad koji je ranije bio sasanidskom vojnom lukom i obalnom promatračnicom, u islamskom se razdoblju preobrazio u trgovačku luku i veleban grad s kojim se prema pisanju Perzijanca Istahrija oko 850. godine mogao mjeriti isključivo farski Širaz:str 7.. Isti autor također navodi da su gradske kuće građene od drva iz Indije i Zanzibara, a arheološka istraživanja u gradu su među ostalim otkrila i kineski porculan, te kovanice iz srednjovjekovne Španjolske, Rusije i Sirije. Kao i u starom vijeku, Perzijski zaljev bio je jedino svjetsko more iz kojeg su vađeni biseri:str 3.. Istahri je u svom djelu „Knjiga tradicija zemalja” (arap. Kitāb al-masālik va’l-mamālik) iscrtao zemljovid Perzijskog zaljeva u preciznom radijalnom obliku, dok su istovremeno njegovi europski suvremenici slijedili Ptolemejevu ili bizantsku kartografsku tradiciju prikazivajući ga u nepravilnom pravokutnom ili izduženom obliku. Iranska regija Fars (Perzija) tijekom srednjeg vijeka obuhvaćala je čitavu istočnu obalu Perzijskog zaljeva uključujući pripadajuće otoke:str 71., a arapski zemljopisci dijelili su je na dva dijela − Sardsir ili „hladnu zemlju” (kontinentalna unutrašnjost) odnosno Garmsir ili „toplu zemlju” uz morsku obalu:str 71.. Osim istočnih i mezopotamskih luka uključujući abasidsku prijestolnicu Bagdad, važna pomorska čvorišta nalazila su se i na Bahreinu i poluotoku Musandam. S Bahreina je oko 900. godine pokrenuta šijitskih Karmata pobuna protiv abasidskih kalifa, a na Musandamu je rođena dinastija koja je oko 1100. godine osnovala obalno Hormuško kraljevstvo. Općenito, golemi srednjovjekovni kalifat stvorio je još stabilnije političko okruženje od onog u rimsko-sasanidsko doba zahvaljujući kojem je trgovina u zaljevu cvala više nego ikad, no takva idilična situacija naprasno je prekinuta u 13. stoljeću kada su Mongoli poharali ne samo lučke gradove:str 7. već i prijestolnicu Bagdad, pa čak i najudaljenije trgovačke partnere poput Kine. U kasnom srednjem vijeku, neki od europskih putopisaca koji su putovali obalom Perzijskog zaljeva bili su bl. Odorik i Marko Polo.

### Novi vijek
Početak novog vijeka na prostorima Perzijskog zaljeva obilježen je ponovnom uspostavom iranske dominacije pod safavidskom dinastijom, širenjem Osmanskog Carstva u pomorski povezanoj Mezopotamiji, te pojavom kolonijalnih sila što je posljedica velikih pomorskih otkrića odnosno uspostave Puta začina. Ova je ruta spajala Indiju i Malajski arhipelag s Europom opkoljavajući pritom Afriku, a Perzijski zaljev je zahvaljujući zemljopisnom položaju predstavljao idealno utočište odnosno stanicu za trgovinu s državama Jugozapadne Azije. Prvi Europljani koji su se pojavili u Perzijskom zaljevu bili su Portugalci − njihova flota iskrcala se 1501. godine na otoku Hormuz, pokorila lokalno kraljevstvo, te tijekom sljedećih sedam godina izgradila veliku utvrdu. Izuzevši glavnu, manje utvrde također su izgrađene i u Bandar-e Abasu, Džulfaru, Katifu, te na otocima Bahreinu i Tarutu. Usprkos prvotnom negodovanju, iranski Safavidi kroz 15. stoljeće tolerirali su portugalsku prisutnost na obalama s obzirom na to da im nisu u stanju parirati na moru, niti su Portugalci imali pretenzija prema iranskoj kontinentalnoj unutrašnjosti, a osobito zato što su u Osmanlijama vidjeli zajedničkog neprijatelja. Osmanlije su 1552. i 1581. godine pokušale zaposjesti Hormuz, no ekspedicije završavaju neuspjehom i portugalska pomorska dominacija u Perzijskom zaljevu nastavlja se sve do 1620-ih godina. Osim portugalskih, važne luke iz ovog razdoblja uključuju i iransku Bandar-e Kong pokraj današnje Bandar-e Lenge odnosno osmanlijsku Basru na Šat al-Arabu.
Nakon što je početkom 17. stoljeća konsolidirao kontinentalne granice prema Osmanlijama i Uzbecima, iranski vladar Abas Veliki pokreće niz pomorskih operacija protiv portugalskih kolonija u Pezijskom zaljevu. Godine 1602. Portugalci su protjerani iz Bahreina, a 1622. unajmljuje flotu Britanske Istočnoindijske kompanije koja iskrcava iransku vojsku na otok Hormuz. Opsada portugalske utvrde završava uspješno uz minimalne ljudske gubitke među kojima je bio i slavni engleski pomorac W. Baffin:str 146.. Ovim pohodima okončana je portugalska prisutnost, a sljedeće stoljeće i pol proteklo je bez političke prisutnosti europskih sila odnosno u znaku suparništva safavidskog Irana, Osmanlija i arapskog Omana. Međutim, s obzirom na to da niti jedna od navedenih strana nije raspolagala s većom flotom, promet u Perzijskom zaljevu predvodili su Britanci, Francuzi, Španjolci i Nizozemci kojima su ovisno o političkim uvjetima davane razne trgovačke privilegije. Regionalni sukobi kulminirali su sredinom 18. stoljeća kada iranski vladar Nader-šah protjeruje Osmanlije s juga Mezopotamije, a potom u Bušeheru gradi novu vojnu luku odakle pokreće i uspješne pohode protiv Omanaca na južnoj obali zaljeva:str 173.. Ipak, potpuna iranska kontrola nad zaljevom bila je kratkog vijeka jer slabosti proizišle Naderovim pohodima po Indiji i Omanu odnosno dinastijskim sukobima u samom Iranu tijekom 1750-ih i 1760-ih godina iskorištavaju Britanci koji zaposjedaju mogulsku Indiju, odakle potom vode pohode i na obale Perzijskog zaljeva.
Zauzimanjem Bušehera 1763. godine započinje dvostoljetno razdoblje britanske prevlasti na obalama Perzijskog zaljeva. Koncem 18. stoljeća uspostavljena je trgovačka kontrola i nad Omanom, a zbog učestalih piratskih napada vehabijskih Arapa godine 1809. pokrenuta je pomorska ekspedicija kojom su prisvojeni obalni dijelovi Arabije od Bahreina do Musandama:str str. 204.-205.. Obalni dijelovi današnjih UAE ranije su često bili nazivani Piratskom obalom:str 204.-205.., dok se nakon britanskog sklapanja primirja s lokalnim šeicima počela nazivati Obalom primirja (engl. Trucial coast):str 224.. Potpisivanje ugovora o britansko-arapskom savezništvu na neograničeno vrijeme bio je jedan od povoda kratkotrajnog rata između Britanaca i Iranaca, no sukob nije doveo do ikakvih teritorijalnih promjena. Daljnjim jačanjem Britanskog Carstva koncem 19. stoljeća arapske državice postale su protektoratima, a početkom 20. stoljeća prisvojena je i osmanlijska Mezopotamija čime je Perzijski zaljev u potpunosti bio politički podijeljen između Britanije i Irana.
Prisutnost Europljana na ovim područjima tijekom novog vijeka rezultirala je napretkom u kartografiji Perzijskog zaljeva. Jedan od prvih većih pomaka bio je zemljovid J. B. B. d’Anvillea iz 1712. godine koji je izrađen na temelju britanskim istraživanja i podataka prikupljenih od E. Kaempfera još 1712. godine. Opsežna istraživanja obale i otoka Perzijskog zaljeva između 1820. i 1829. godine proveo je britanski Bombay Marine (indijski ogranak kraljevske ratne mornarice) i rezultirao izradom 31 zemljovida i lučkih nacrta poznatih kao „Istočnoindijske karte Perzijskog zaljeva” (engl. East India Company Charts of the Persian Gulf). Ovi zemljovidi odnosno nacrti bili su popraćeni tekstualnim opisima i obojenim prikazima priobalja.

## Geopolitika

### Pomorske granice
Potreba za određivanjem središnje granice Perzijskog zaljeva pojavila se 1965. godine kada su je Teheran i London okvirno definirali na temelju epikontinentalnih pojaseva između Irana na istoku odnosno britanskih protektorata na Arapskom poluotoku:str 263., a upotpunjena je tri godine kasnije kada je Iran sklopio i sličan bilateralni ugovor sa Saudijskom Arabijom. Prilikom postizanja potonjeg sporazuma presudnu ulogu odigrala su bogata naftna polja odnosno otoci Farsi i Arabi zbog kojih iransko-saudijska granica djelomično odstupa od epikontinentalne linije:str 295.. Tijekom 1960-ih godina započela su i razgraničenja na sjeveru zaljeva s osamostaljenim Kuvajtom, no precizne morske granice nisu definirane do današnjeg dana zbog trostranih političkih nesuglasica na razini Iran – Irak – Kuvajt. U zemljopisnom smislu, najveći problem predstavljali su iranski otok Harg odnosno kuvajtski otok Failaka s obzirom na to da obje strane potraživale da njihov otok bude temeljnom točkom za određivanje središnje linije, dok su istovremeno drugoj strani negirali to pravo. Iako su se 1970. godine Iran i Kuvajt usuglasili da prihvaćaju relevantnost oba otoka, ratificiranje sporazuma je odgođeno do daljnjeg.:str 273.
Pomorsko razgraničenje posebno se zakompliciralo 1971. godine kada su nezavisnost od Britanije proglasili Katar, Bahrein i UAE. Iran je iste godine potpisao pomorski granični ugovor s Katarom i dvije zemlje nisu imale daljnjih nesporazuma, no u žarištu spora našli su se otoci Veliki i Mali Tunb odnosno cijeli Bahrein koje je Iran potraživao od Britanije još od 1930-ih godina. Ubrzo su Iranci prihvatili samostalnost Bahreina, a otoke Veliki i Mali Tunb zaposjeli su vojskom čime je započeo dugogodišnji spor s Emiratima. Godine 1975. sklopljen je i bilateralni ugovor Irana i Omana čime je određena granica u strateški važnom Hormuškom tjesnacu. Pomorske granice bivših britanskih protektorata uglavnom su bile određene sporazumima lokalnih vlasti prije njihovog osamostaljenja, s izuzetkom Katara i Bahreina koji se i danas spore oko Zubaraha i Havara s pripadajućim otočjem. Irak i Kuvajt također imaju otočne sporove oko Bubiyana i Warbaha koji su se rasplamsali tijekom rata s početka 1990-ih, no 1993. godine prihvatili su smjernice UN-ove komisije. Godine 2010. Kuvajt je sklopio bilateralni sporazum sa Saudijskom Arabijom čime je riješen status epikontinentalnog pojasa. Nakon trodesetljetnih sporova zbog Musandama, godine 2003. Oman i UAE potpisali su tajni sporazum o pomorskom razgraničenju, no nije poznat niti jedan njegov detalj. Sukladno UN-ovoj konvenciji o pravu mora, teritorijalne vode država Perzijskog zaljeva obuhvaćaju obalni pojas širine 12 morskih milja uz jednako širok vanjski pojas.
| Pomorske granice | Pomorske granice               | Pomorske granice                                                            | Pomorske granice | Pomorske granice             |
| Granica: (W→E)   | Vrsta: (T. m. / E. p.)         | Kronologija razgraničenja: (Sporazumi, mir. ugovori, arbitraže i protokoli) | Status: (2012.)  | Sporna područja:             |
| ---------------- | ------------------------------ | --------------------------------------------------------------------------- | ---------------- | ---------------------------- |
| Irak − Iran      | teritorijalno-epikontinentalna | −                                                                           | Neriješen        | Ušće Šat al-Araba            |
| Irak − Kuvajt    | teritorijalno-epikontinentalna | Komisija (1993.)                                                            | Neriješen        | Bubijan i Varbah             |
| Iran − Kuvajt    | epikontinentalna               | Sporazum (1970.)                                                            | Neratificiran    | E. pojas                     |
| KSA − Kuvajt     | teritorijalno-epikontinentalna | Sporazum (2000.; r. 2001.)                                                  | Riješen          | −                            |
| KSA − Iran       | epikontinentalna               | Sporazum (1968., r. 1969.)                                                  | Riješen          | −                            |
| KSA − Bahrein    | teritorijalno-epikontinentalna | Sporazum (1958.)                                                            | Riješen          | −                            |
| KSA − Katar      | teritorijalna                  | Sporazum (1965., r. 1971.)                                                  | Riješen          | −                            |
| Bahrein − Katar  | teritorijalno-epikontinentalna | −                                                                           | Neriješen        | Zubarah i Havar s otočjem    |
| Bahrein − Iran   | epikontinentalna               | Sporazum Iran-UK (1965.), sporazum (1971., r. 1972.)                        | Riješen          | −                            |
| Katar − Iran     | epikontinentalna               | Sporazum Iran-UK (1965.), sporazum (1969., r. 1970.)                        | Riješen          | −                            |
| Katar − UAE      | teritorijalno-epikontinentalna | Sporazum (1969.)                                                            | Riješen          | −                            |
| KSA − UAE        | teritorijalna                  | Sporazum (1974.)                                                            | Neriješen        | T. more                      |
| Iran − UAE       | epikontinentalna               | Sporazum Iran-UK (1965.), sporazum Iran-Dubai (1974.)                       | Neriješen        | Abu Musa, Veliki i Mali Tunb |
| Oman − UAE       | teritorijalno-epikontinentalna | Tajni sporazum (2003.)                                                      | Neriješen        | Musandam                     |
| Oman − Iran      | teritorijalno-epikontinentalna | Sporazum (1974., r. 1975.), sporazum (2000.)                                | Riješen          | −                            |

### Vojne baze
| Iranska podmornica klase Kilo |  | Iranska podmornica klase Kilo |
| Iranska podmornica klase Kilo |  | Američki nosač Carl Vinson    |

Oružane snage Irana raspolažu s najviše vojnih baza i postrojenja, a glavna luka i mornarički stožer nalazi im se u Bandar-e Abasu. Sporedne baze koncentrirane uz Hormuški tjesnac također uključuju Bandar-e Lenge i one na otocima Kešmu, Laraku, Siriju i Abu Musi. Ostale mornaričke baze su Bušeher s obližnjim Hargom, te Bandar-e Homeini, Bandar-e Mahšaher i Horamšaher na krajnjem sjeveru. Kao u slučaju potonje luke, u Šat al-Arabu smješteni su Um Kasr i Basra koji služe kao baze maloj iračkoj mornarici. Oko 56 km južno od grada Kuwaita nalazi se Ras al-Kulajah, jedina pomorska baza u Kuvajtu. Saudijska ratna mornarica djeluje iz Džubaila koji je sjedište cjelokupnoj Istočnoj floti. Mornaričke baze ostalih država su Mina Salman i Manama u Bahreinu, Doha i otok Halul u Kataru, Abu Zabi u Emiratima, te otok Ganam kod Musandama u Omanu.
U Perzijskom zaljevu također su stalno prisutne mornarice zapadnih sila i to zbog strateške kontrole nad kolosalnim zalihama nafte i plina. Bahreinska luka Mina Salman sjedište je cijeloj Petoj floti američke ratne mornarice koja se također redovito služi i emiratskom lukom Džabal Ali u Dubaiju. Oko 50 km od Abu Zabija nalazi se i stalna francuska mornaričko-zračna baza Camp de la Paix.

## Nomenklatura i kontroverzije
Galerija povijesnih zemljovida:
Etimologija Perzijskog zaljeva temelji se na drevnoj iranskoj regiji Perziji (Farsu) odnosno Perzijancima koji su naselili njegove obale još početkom 1. tisućljeća pr. Kr., a najstariji povijesni dokument koji spominje taj hidronim su Darijevi natpisi iz Sueza (oko 500. pr. Kr.). Naziv Perzijski zaljev (lat. Sinus Persicus) ubrzo se uvriježio i diljem Zapadnog svijeta o čemu svjedoče brojna djela starogrčkih, helenističkih i rimskih autora koji su istovremeno Crveno more nazivali „Arapskim zaljevom” (lat. Sinus Arabicus):str. 12. Apolitički i povijesni naziv zadržao se i nakon pada Sasanidskog Perzijskog Carstva što je vidljivo iz djela muslimanskih zemljopisaca i kartografa koji su vodenu površinu nazivali „Perzijskim morem” (arap. Baḥr Fāris) odnosno „Perzijskim zaljevom” (arap. Ḫalīǧ Fāris):str. 3.-5..
Europski zemljopisci i kartografi tijekom srednjeg i novog vijeka također su u velikoj mjeri koristili naziv „Perzijski zaljev”:str. 35, iako postoji manji broj izuzetaka što je uvjetovano problemima u identifikaciji zemljopisnih podataka odnosno miješanja imena Perzijskog zaljeva, Arapskog i Crvenog mora. Primjerice, G. Mercator i njegovi nasljednici J. Hondius i J. Janssonius u 16. stoljeću na istim su zemljovidima Crveno more i Perzijski zaljev imenovali kao „Arapski zaljev” (lat. Sinus Arabicus), iako je Janssonius kasnije za potonji koristio isključivo „Perzijski zaljev” (lat. Sinus Persicus):str. 35. S druge strane, kartografi poput E. Bowena ispravno su koristili naziv „Perzijski zaljev” dok su na istim zemljovidima pogrešno označavali susjedno Arapsko more „Perzijskim morem”. Ostala imena kojim se ponekad nazivao sjever Perzijskog zaljev auključuju „Katifski zaljev” i „Basrin zaljev” − prvi se pojavljuje na nekim europskim zemljovidima, a drugi se pojavio u Osmanskom Carstvu nakon osvajanja južne Mezopotamije i lokalno se koristi u Turskoj i dan danas (tur. Basra Körfezi):str. 35. Sveukupno, do 1890. godine među 6000 različitih povijesnih zemljovida pronađen je mali broj izuzetaka u nazivlju:str. 35. Nakon pobjeda britanske mornarice u Perzijskom zaljevu 1840. godine, londonski časopis The Times u jednom ga je članku slavodobitno nazvao „Britanskim morem”, no takvo ime nije zaživjelo niti u Britaniji:str. 6-7. Općenito, alternativna imena nisu imala ikakvog utjecaja na opću uporabu u svijetu i povijesni naziv Perzijski zaljev aktivno je korišten u portugalskim, britanskim, osmanlijskim i arapskim dokumentima bez obzira na političke okolnosti:str 35.>.
Kontroverzije oko imena Perzijskog zaljeva pojavljuju se nakon Drugog svjetskog rata odnosno usponom arapskog nacionalizma u regiji kada ga zemlje arapskog svijeta počinju nazivati Arapskim zaljevom. Korijeni spora datiraju se u rane 1950-e odnosno iransko-britanski politički sukob oko koncesija za vađenje nafte:str. 67. C. Belgrave, britanski povjerenik za arapske protektorate, prvi je otvoreno propagirao korištenje „Arapskog zaljeva” kao novog imena što je ubrzo postalo općeprihvaćeno u arapskim nacionalističkim krugovima:str. 67. Arapska liga prihvatila je novo ime kao službeno pa je tijekom 1960-ih godina ušao u sve dokumente i školske udžbenike diljem arapskog svijeta. Tenzije su se još jače rasplamsale 1970-ih prilikom osamostaljenja Bahreina, Katara i Ujedinjenih Arapskih Emirata koje inzistiraju da naziv „Perzijski zaljev” ima političku konotaciju. Teritorijalni spor UAE s Iranom u konačnici je rezultirao zakonskom zabranom korištenja „Perzijskog zaljeva” u zemlji, pa čak i brisanja tog naziva na povijesnim zemljovidima u emiratskim muzejima. Iranska vlada od početka je prosvjedovala međunarodnim institucijama zbog arapskih poteza, a iranski predsjednik M. Ahmadinežad pokušaje mijenjanja nazivlja opisao je „neciviliziranim”. Arapsko politiziranje povijesnog nazivlja djelomično se odrazilo i na pojedina zapadnjačka kartografska izdanjima pa se primjerice posvojni pridjev „perzijski” izostavlja u The Times Atlasu odnosno pojavjuje samo kao „Zaljev” (engl. The Gulf), no povijesni naziv „Perzijski zaljev” ipak je ostao nedirnut u većini renomiranih izdanja kao npr. National Geographic Atlasu.
Ujedinjeni narodi i vodeći kartografski i hidrografski instituti svijeta nisu podlegli arapskoj politizaciji nomenklature pa se i dalje službeno služe uvriježenim povijesnim nazivom. Skupina stručnjaka za toponime pri UN-u proglasila je Perzijski zaljev jedinim ispravnim nazivom:str. 67, uz napomenu da se naziv „Arapski zaljev” zbog povijesnih okolnosti može koristiti isključivo za Crveno more:str. 67. Međunarodna hidrografska organizacija (IHO) koristi dva službena naziva − „Iranski zaljev” i „Perzijski zaljev”. U hrvatskoj mjerodavnoj literaturi poput Hrvatskog enciklopedijskog rječnika, Opće i nacionalne enciklopedije i Hrvatskog obiteljskog leksikona primarni je naziv vodene površine također − „Perzijski zaljev”.

## Gospodarstvo

### Energetika
Energetika predstavlja najznačajniju gospodarsku granu u okolici Perzijskog zaljeva s obzirom na to da šira geološka regija sadrži između 55 – 68 % ukupnih svjetskih zaliha nafte odnosno 40 % zaliha prirodnog plina. Velika ležišta nafte prvo su otkrivena u Iranu koncem 1900-ih, potom u Iraku neposredno nakon svršetka Prvog svjetskog rata, te u Saudijskoj Arabiji i britanskim protektoratima ranih 1930-ih godina. S obzirom na to da su sva nalazišta imala zajedničke geološke osobine, ranih 1960-ih započela su i opsežnija bušenja u pličinama Perzijskog zaljeva gdje su također pronađena velika ležišta nafte i plina.
Naftna polja prevladavaju u sjevernom, a plinska u središnjem dijelu Perzijskog zaljeva. Naftno polje Safanija u saudijskim vodama najveće je pučinsko ležište u svijetu i sadržava 37 milijardi barela nafte. Između obala Irana i Katara smješteno je i najveće svjetsko plinsko polje Sjeverna kupola − Južni Pars koje sadržava 51 milijardi m³ plina.
Energetika je uvelike preobrazila arapska gospodarstva na jugozapadnim obalama, a zbog jedinstvenih zemljopisnih, demografskih i gospodarskih karakteristika ove su države poznate pod zajedničkim nazivom − arapske zemlje Perzijskog zaljeva (skraćeno − zaljevske zemlje). Prema procjenama Međunarodnog monetarnog fonda iz 2010. godine, prihodi od nafte i plina čine 61 % udjela u iračkom, 52 % u katarskom, 37 % u kuvajtskom, 34 % u omanskom, 28 % u saudijskom, 22 % u emiratskom, 13 % u bahreinskom, te 8 % u iranskom BDP-u.

### Promet
Na obalama Perzijskog zaljeva nalazi se dvadesetak međunarodnih luka koje su prvenstveno orijentirane na izvoz nafte i međunarodni kontejnerski promet između Europe i Istočne Azije. Dubai je prema tonaži tereta, broju kontejnera i putnika najprometniji grad zaljeva, a obuhvaća dvije luke − staru Rašid i novu Džabal Ali. Obje su usko povezane sa zračnim lukama golemih teretnih kapaciteta što emiratu omogućava prometni prosperitet bez obzira na potpunu kopnenu izoliranost od ostatka svijeta. Godine 2010. u međunarodnom kontejnterskom prometu Dubai je kotirao kao osmi grad u svijetu. Na saudijskoj obali najvažnija teretna čvorišta su Luka kralja Abdula Aziza u Damamu, te Trgovačka luka i Industrijska luka kralja Fahda u Džubailu. Saudijski tankerski promet usmjeren je na Ras Tanuru, najveći naftni terminal na svijetu s dnevnim kapacitetom od 8,18 milijuna barela. Veći iranski lučki kompleksi na istočnoj obali su Bandar-e Homeini sa susjednim Mahšaherom koji je orijentiran na naftni promet, te Bandar-e Abas na krajnjem jugu koji se sastoji od dvije odvojene luke − Šahida Bahonara i Šahida Radžaija. Manje luke nalaze se u Iraku, Kuvajtu, Bahreinu, Kataru i Omanu, a s obzirom na to da batimetrijske karakteristike ne pogoduju golemim tankerima dubokog gaza, sve države također se koriste i pučinskim naftnim terminalima. Kroz Hormuški tjesnac prolazi između 20 i 35 % ukupnog svjetskog prometa naftom. Nepomorska prometna infrastruktura u regiji općenito se smatra vrlo kvalitetnom i suvremenom. Saudijska Arabija i Bahrein povezani su mostom duljine 25 km, dok je u planu sličan most između Bahreina i Katara duljine 40 km.Predložak:Sdn
| Država | Luka             | Kod   | Tonaža tereta | Kontejneri (TEU) |
| --- | ---------------- | ----- | ------------- | ---------------- |
| Iran | Bandar-e Abas    | IRBND | 72,352.000    | 4,093.123        |
| Iran | Bušeher          | IRBUZ | ?             | ?                |
| Iran | Bandar-e Homeini | IRBKM | 35,857.000    | ?                |
| Irak | Um Kasr          | IQUQR | ?             | ?                |
| Kuvajt | Šuaiba           | KWSAA | ?             | ?                |
| Kuvajt | Šuvaik           | KWSWK | ?             | 696.000          |
| KSA | Kafdži           | SARAR | ?             | ?                |
| KSA | Mišab            | SARAM | ?             | ?                |
| KSA | Džubail          | SAJUB | 46,228.000    | 123.762          |
| KSA | Ras Tanura       | SARTA | ?             | ?                |
| KSA | Damam            | SADMN | 23,595.530    | 1,333.094        |
| Bahrein | Manama           | BHMIN | ?             | ?                |
| Bahrein | Sitra            | BHSIT | ?             | ?                |
| Katar | Ras Lafan        | QARLF | ?             | ?                |
| Katar | Doha             | QADOH | ?             | ?                |
| Katar | Um Said          | QAUMS | ?             | ?                |
| UAE | Abu Zabi         | AEAUH | ?             | ?                |
| UAE | Džabal Ali       | AEJEA | 130,518.000   | 11,575.775       |
| UAE | Dubai            | AEDXB | 130,518.000   | 11,575.775       |
| UAE | Šardžah          | AESHJ | ?             | ?                |
| Oman | Kasab            | OMKHS | ?             | ?                |
| Izvori: World Port Source Arhivirana inačica izvorne stranice od 28. studenoga 2012. (Wayback Machine), Ports & Maritime Organization Arhivirana inačica izvorne stranice od 25. lipnja 2012. (Wayback Machine), Saudi Ports Authority i American Association of Port Authorities (2010.) |                  |       |               |                  |

### Turizam
Turizam u regiji Perzijskog zaljeva ubrzano se počeo razvijati sredinom 1990-ih godina prilikom geopolitičke stabilizacije u regiji odnosno kao posljedica opsežnih razvojnih planova o preobrazbi naftaških državica u turističke meke. Zbog ograničenih prirodnih atrakcija i relativno velike udaljenosti od glavnih turističkih polazišta, manje arapske države orijentirale su se na elitni turizam. Gradovi tih država turiste privlače ultramodernom arhitekturom i građevinskim projektima koji se odlikuju superlativima na svjetskoj razini − jedan od takvih primjera su i najveći umjetni otoci s obalama duljine od nekoliko desetaka kilometara. U takvim projektima prednjače UAE, Katar, Bahrein i Kuvajt, a jedna od nuspojava prilagođavanja svjetskom turističkom tržištu je i liberalizacija zakona. Najpopularnije turističko odredište Perzijskog zaljeva jest Dubai kojeg godišnje posjeti 8,3 milijuna stranih turista, a slijedi ga Doha s 1,8 milijuna. Na iranskoj strani obale odredište za masovni turizam jest otok Kiš, dok u Iraku i Saudijskoj Arabiji turizam nije razvijen zbog nestabilne političke situacije odnosno strogih vjerskih zakona.
- Tradicionalni sambuci pred Dohom
- Ljetovalište na iranskom otoku Kišu
- Krstarenje zaljevima omanskog Musandama
- Elitni turizam u Dubaiju
(Palm Jumeirah)
- Bahreinska fontana
(123 m)

### Ribarstvo
| Država                                                                        | Ulov ribe (tona/god.) |
| ----------------------------------------------------------------------------- | --------------------- |
| Irana, b                                                                      | 443.650               |
| Omanb                                                                         | 163.927               |
| UAEb                                                                          | 79.610                |
| KSAc                                                                          | 65.142                |
| Irak                                                                          | 25.720                |
| Katar                                                                         | 13.760                |
| Bahrein                                                                       | 13.490                |
| Kuvajt                                                                        | 4000                  |
| a Uključuje Kaspijsko jezero b Uključuje Arapsko more c Uključuje Crveno more |                       |
| Izvor: FAO (2010.)                                                            |                       |

Ribarstvo uz Perzijski zaljev ima tisućljetnu tradiciju i povijesno je bilo od velike važnosti za prehranu i trgovinu. Još u 4. stoljeću pr. Kr. pomorac Nearh opisao je takvu podređenost životnih navika i prehrane lokalnog stanovništva koje naziva „ribojedima”. Zbog rasprostranjenih koralja u prevladavajućim pličinama, Perzijski zaljev također je stoljećima bio svjetskim žarištem za sakupljače bisera:str 3., no potpuni ove gospodarske grane nastupio je 1930-ih godina zbog pojave uzgojenih bisera u Japanu koji i danas čine 99 % tržišta. Obalno stanovništvo Perzijskog zaljeva početkom 20. stoljeća nazivalo je ribu i datulje „kraljevskom hranom”:str 105. Gospodarski uspon zaljevskih država i tradicionalna popularnost ribe kao dijetetske namirnice rezultirali su aktivnijim iskorištavanjem cjelokupnog ribolovnog bogatstva s izuzetkom haringi za koje postoji ograničena potražnja. Najznačajnije vrste za komercijalni ribolov su srdela, grboglavka, španjolska skuša, tuna i plosnatice, a njihov izlov bitno ovisi o lokalnim šijitskim ili sunitskim svjetonazorima prema kojima jedne spadaju u halal odnosno druge u haram. Izlov plave ribe prevladava u Hormuškom tjesnacu. Ribari se uglavnom koriste jedrenjacima (uključujući tradicionalne sambuke) i drvenim brodicama, te u manjoj mjeri i većim ribarskim brodovima. Zabrane kočarenja u potpunosti su na snazi u vodama Emirata, dok se u iranskim primjenjuju sezonski.
Najveći regionalni proizvođač ribe je Iran, država s najdužom obalom odnosno najvećim epikontinentalnim pojasom čiji ukupni godišnji izlov (uključujući Arapsko more i Kaspijsko jezero) UN-ova Organizacija za prehranu i poljoprivredu procjenjuje na 443.650 tona. Na Perzijski zaljev tj. obalni Huzestan, Bušehersku pokrajinu i Hormuzgan otpada približno polovica odnosno 214.319 tona, a u navedenim pokrajinama zaposleno je 78.031 ribara koji raspolažu sa 6358 brodica, 2230 ribarskih barkasi i 57 većih brodova. Usprkos ribolovnoj prevlasti u Perzijskom zaljevu, ribarstvo sačinjava manje od 0,2 % iranskog BDP-a i konzumacija ribe također je manja od svjetskog prosjeka. Drugi veći proizvođači ribe su UAE i Oman koji tradicionalno raspolažu ribarskim flotama, dok su katarska, bahreinska, saudijska i kuvajtska ribarstva uglavnom obrtničkog karaktera. Zajednički izlov navedenih država u zaljevu procjenjen je na oko 50.000 tona u 2010. godini.